# Edward Gardère
Edward Gardère, född 25 februari 1909 i Gérardmer, död 24 juli 1997 i Buenos Aires, var en fransk fäktare.
Gardère blev olympisk guldmedaljör i florett vid sommarspelen 1932 i Los Angeles.